# Stvarjenje in padec (Uccello)
Stvarjenje in izvirni greh sta par fresk Paola Uccella, naslikanih okoli 1420–1425 v Chiostro Verde bazilike Santa Maria Novella v Firencah. Tako kot druge freske v križnem hodniku so enobarvne ali verdeterra (od tod Verde -'zeleno' ime lokacije) in so sestavljene iz dveh prekrivajočih se epizod: v luneti Stvarjenje živali in Adama (244 × 478 cm) in v polju pod Stvarjenje Eve in izvirni greh (244 × 278 cm). Danes so freske ločene in prenesene na platno, čeprav vedno postavljene na prvotno mesto.

## Zgodovina
V ciklu lunet v Chiostro Verde križnem hodniku se je po nekaj osamljenih freskah iz 14. stoletja uveljavila tematika zgodb iz Geneze, na katerih je med letoma 1420 in 1440 večkrat delalo več umetnikov. Prvi med njimi kot viri 15. stoletja prav tako spominjajo, naj bi bil sam Paolo Uccello tisti, ki je začel s to luneto.
Križni hodnik je bil v prvi polovici 15. stoletja poslikan z zeleno zemljo (pigment na osnovi železovega oksida in kremenčeve kisline), od tod tudi ime. Obnovljen leta 1859, je bil poškodovana med poplavo leta 1966. Freske so bile takrat vse odstranjene, sinopije (ki so zdaj v depozitih nadzorništva) in prestavljene leta 1983, čeprav se restavratorska dela na nekaterih lunetah nadaljujejo še danes.

## Opis in slog
Dva prizora stvarjenja sta predstavljena v luneti, organizirani v zrcalni podobi, z eno pokrajino ozadja, ki jo sestavlja gorata pokrajina, posejana z majhnimi drevesi. Na levi stoji Bog Oče in dviguje roko: na njegovo gesto se odzove vrsta živali, ki se dvignejo iz vogala. Bolj ali manj verodostojno lahko vidite pse, opice, zajce, govedo in koze, v najvišjem delu pa tudi radovednega samoroga.
Na desni strani Bog prime za roko novoustvarjenega Adama, ki bo kmalu vstal s tal, kjer leži. Prilagoditev prizora obliki lunete se nanaša na primere vrat firenškega baptisterija, prizor Adamovega stvarjenja pa razvija ikonografijo posamezne plošče Andree Pisana v Giottovem zvoniku. Čudovita anatomska upodobitev akta prvega človeka ali teža draperije brez gotskih naborkov sta povezana s prvimi renesančnimi idejami, posredovanimi s prehodnimi osebami, kot sta Lorenzo Ghiberti in Masolino. Velike avreole, ki so že v perspektivi skrajšane, pa opozarjajo na najnovejše modele florentinske umetnosti, zlasti na Masaccia.
Spodnja plošča, ki jo prav tako prizadene velika špranja v spodnjem delu in osiromašenost slikovne površine, prikazuje Stvarjenje Eve na levi in Izvirni greh na desni. Gre za prizore, umeščene v idilični zemeljski raj, opisan kot kraj, poln cvetja in sadnega drevja, kjer se pojavi določena dekorativna občutljivost poznogotskega izvora. Zagotovo je moral v izgubljenem delu levo spodaj ležati Adam, iz čigar rebra se kot rezultat stvarnikove zgovorne geste pojavi Eva.
Na desni strani stojita Adam in Eva ob straneh drevesa življenja, kača z ženskim obrazom pa se zvija okoli njega in intenzivno gleda Evo ter jo ujame s svojim prepričljivim pogledom. Prizor je povsem skladen s tistim, ki ga je v istih letih naslikal Masolino v Brancaccijevi kapeli.